# Schachklub König Tegel 1949
Der Schachklub König Tegel 1949 e.V. ist einer der größten Schachvereine in Berlin. Die erste Mannschaft spielt in der Oberliga-Nordost und hat zuletzt in der Saison 2021/22 in der Bundesliga mitgespielt. Vorsitzender ist Schachgroßmeister Robert Rabiega.

## Vereinsgeschichte
Der Verein wurde am 1. November 1949 gegründet, Unterzeichner der Gründungsurkunde war Ernst Reuter. Nach der Saison 1989/90 der 2. Schachbundesliga und einem Stichkampf mit dem Hannoverschen SK zur Saison 1990/91 war der Verein erstmals in die Bundesliga aufgestiegen. Im Jahr 1998 wurde dem SK König Tegel 1949 e.V. das „Grüne Band“ für vorbildliche Talentförderung im Verein der Dresdner Bank zuerkannt. Im Jahr 2014 wurde die Mannschaft mit GM Robert Rabiega, (damals noch IM) René Stern, IM Drazen Muse und FM Torsten Sarbok Deutscher Mannschaftsmeister im Blitzschach. Bei der Deutschen Meisterschaft im Jahr 2000 in Heringsdorf errang Robert Rabiega die Goldmedaille. Robert Rabiega, René Stern, Mladen Muše und Ulf von Hermann wurden mehrmals Berliner Meister. René Stern wurde 2010 Deutscher Meister im Schnellschach und 2013 Deutscher Meister im Blitzschach – ein Titel, den auch Robert Rabiega mehrfach gewann. Das Vereinsheim ist am Tegeler See beheimatet, langjähriger Förderer war der Mäzen Manfred Rausch (1935–2023).

### Spielzeiten in der 1. Bundesliga
| Saison  | Platz | Punkte |
| ------- | ----- | ------ |
| 1990/91 | 14.   | 8:22   |
| 2000/01 | 15.   | 3:27   |
| 2006/07 | 16.   | 1:29   |
| 2009/10 | 16.   | 3:27   |
| 2011/12 | 16.   | 7:23   |
| 2013/14 | 15.   | 4:26   |
| 2016/17 | 16.   | 4:26   |
| 2021/22 | 15.   | 3:27   |

## Aktuell bekannte Spieler
- GM René Stern (2499)
- GM Robert Rabiega (2464)
- GM Michael Richter (2434)
- GM Mladen Muse (2355)
- IM Ulf von Herman (2307)
- CM und Schachbox-Weltmeisterin Alina Rath (2037)